# Падшах-ходжа
Падшах-ходжа ибн Сулайман-ходжа  (1480—1547) узбекский поэт и государственный деятель эпохи Шейбанидов в Бухарском ханстве.

## Биография
Падшах-ходжа ибн Сулайман-ходжа ибн Йахйа-ходжа ибн Харун-ходжа служил при шейбанидах в Самарканде и Бухаре. Он был близок ко двору сына Шейбани-хана Мухаммед Темур-султана и Кучкунджи-хана, а позже Убайдулла-хана. В дальнейшем занимал должность шейх аль-ислама при дворе хокима Балха Кистан Кара-султана.
Он был узбекским поэтом эпохи Шейбанидов в Бухаре. Он ввел в Мавераннахре жанр «искусственной» касыды.
Он составил два дивана — на персидском и на тюрки. Образцы стихов Падшах-ходжи представляли собой две газели (одну на персидском, другую — на тюрки, в макта‘ которых последний использовал тахаллус ≪Хваджа≫). Газель на тюрки вместе с рубаи на том же языке были отправлены Бабуру, который прислал похвальное письмо.
Падшах ходжа также написал татаббу‘ (прямое подражание) на поэму ≪Махзан ал-асрар≫ (≪Сокровищница тайн≫) под названием ≪Максад-и атвар≫ (≪Цель [описания] образа жизни≫), а также одноименный ответ на ≪Лайли ва Маджнун≫ Низами Ганджеви (между 1138 и 1148 — ок. 1209 г.). Обе эти поэмы были написаны на языке тюрки. Известным узбекским поэтом был сын Падшах-ходжи Нисари.

## Смерть
Умер Падшах ходжа в 1547 году и был похоронен в мавзолее Бахауддина Накшбанда, рядом с могилой великого религиозного деятеля.